# Nuit noire (bande dessinée)
Pour les articles homonymes, voir Nuit noire.
Nuit noire est une série de bande dessinée policière française écrite par David Chauvel, dessinée par Jérôme Lereculey et coloriée par Jean-Luc Simon. Ses trois volumes ont été publiés de 1996 à 1998 par Delcourt.
Ce thriller suit la cavale vers l'Espagne de deux jeunes Français après que l'un d'eux a tué un policier dans un accès de rage.

## Albums
- Delcourt, coll. « Sang froid » :
  1. Fuite, 1996  (ISBN 2840551586).
  2. Blue Moon, 1997  (ISBN 284055190X).
  3. Les Jonquières, 1997  (ISBN 2840556952)[2].

- Nuit noire : Édition intégrale, 1998, Delcourt  (ISBN 284055190X).
- Nuit noire : Édition intégrale (noir et blanc, petit format), Delcourt, coll. « Encrages », 2001  (ISBN 2840556952).
- Nuit noire (noir et blanc, petit format), Delcourt, coll. « Mirages », 2013  (ISBN 9782756038742).